# Helmholtz-Theorem
Das Helmholtz-Theorem, auch Helmholtz-Zerlegung, Stokes-Helmholtz-Zerlegung oder Fundamentalsatz der Vektoranalysis besagt, dass bestimmte differenzierbare Vektorfelder als Summe eines rotationsfreien (wirbelfreien) Gradientenfelds und eines divergenzfreien (quellenfreien) Rotationsfelds geschrieben werden können.

## Geschichte
Die Helmholtz-Zerlegung in drei Dimensionen wurde erstmals 1849 von George Gabriel Stokes für eine Theorie der Beugung beschrieben, Hermann von Helmholtz veröffentlichte 1858 sein Papier über die hydrodynamischen Grundgleichungen, das zu seiner Forschung zu den Helmholtzschen Wirbelsätzen gehört.
Die Zerlegung hat sich zu einem wichtigen Werkzeug für viele Probleme der theoretischen Physik entwickelt, aber auch Anwendungen in der Animation, Computervision sowie Robotik gefunden. Dabei wurde die Helmholtz-Zerlegung auf höher-dimensionale Räume erweitert und als Helmholtz-Hodge-Zerlegung unter Nutzung von Differentialgeometrie und Tensorrechnung auch auf riemannschen Mannigfaltigkeiten angewandt.

## Definitionen
Das Helmholtz-Theorem besagt, dass es möglich ist, ein auf einem Gebiet {\displaystyle \Omega \subset \mathbb {R} ^{n}} definiertes, differenzierbares Vektorfeld {\displaystyle {\vec {f}}({\vec {x}})\in C^{1}(\Omega ,\mathbb {R} ^{n})} als Superposition eines rotationsfreien (wirbelfreien) Gradientfelds {\displaystyle {\vec {g}}({\vec {x}})=-\operatorname {grad} \Phi ({\vec {x}})} für ein Skalarpotential {\displaystyle \Phi \in C^{2}(\Omega ,\mathbb {R} ^{n})} und eines divergenzfreien (quellenfreien) Rotationsfelds {\displaystyle {\vec {r}}({\vec {x}})} darzustellen, so dass:
{\displaystyle {\begin{aligned}{\vec {g}}({\vec {x}})&=-\operatorname {grad} (\Phi ({\vec {x}})),\\\operatorname {div} {\vec {r}}({\vec {x}})&=0,\\{\vec {f}}({\vec {x}})&={\vec {g}}({\vec {x}})+{\vec {r}}({\vec {x}}).\end{aligned}}}
Diese Zerlegung ist allerdings nicht eindeutig.
Eine alternative Definition auf Basis von Räumen lautet: Für ein Gebiet {\displaystyle \Omega \subset \mathbb {R} ^{n}} wird {\displaystyle L_{\sigma }^{p}(\Omega )={\overline {\{{\vec {u}}\in C(\Omega ):\operatorname {div} \cdot {\vec {u}}=0\}}}^{\|\cdot \|_{p}}} der Raum der divergenzfreien Funktionen genannt, wobei und {\displaystyle \|\cdot \|_{p}} die {\displaystyle p}-Norm bezeichnet.
Die Zerlegung
{\displaystyle L^{p}(\Omega )=L_{\sigma }^{p}(\Omega )\oplus G_{p}}
mit {\displaystyle G_{p}=\{{\vec {u}}=\operatorname {grad} \Phi :\Phi \in L_{\text{loc}}^{1}(\Omega )\ {\text{und}}\ \operatorname {grad} \Phi \in L^{p}(\Omega )\}} wird Helmholtz-Zerlegung genannt, insofern die Zerlegung existiert. In diesem Fall gibt es eine Projektion {\displaystyle P} mit {\displaystyle PL^{p}(\Omega )=L_{\sigma }^{p}(\Omega )}, die sog. Helmholtz-Projektion.
Die Zerlegung existiert auf jeden Fall, falls {\displaystyle \Omega } der Halbraum, ein beschränktes Gebiet mit {\displaystyle C^{2}}-Rand oder ein Außenraum mit {\displaystyle C^{2}}-Rand ist. Für {\displaystyle p=2} existiert die Zerlegung für beliebige Gebiete mit {\displaystyle C^{2}}-Rand. Hat {\displaystyle \Omega } einen {\displaystyle C^{1}}-Rand, gilt {\displaystyle L_{\sigma }^{p}(\Omega )=\{u\in L^{p}(\Omega ):\operatorname {div} {\vec {u}}=0\ {\text{und}}\ {\vec {u}}\cdot {\vec {\nu }}=0\ {\text{auf}}\ \partial \Omega \}}, wobei {\displaystyle {\vec {\nu }}} die äußere Normale ist. Für andere Fälle gibt es verschiedene Verfahren, Skalar- und Rotationsfeld zu bestimmen.

## Verfahren

### Im drei-dimensionalen Raum
Im drei-dimensionalen Raum kann ein divergenzfreies Feld als Rotation eines Vektorpotentials {\displaystyle {\vec {A}}({\vec {x}})} dargestellt werden: 
{\displaystyle {\vec {r}}({\vec {x}})=\operatorname {rot} ({\vec {A}}({\vec {x}})).}
Daraus folgt:
{\displaystyle \operatorname {rot} ({\vec {g}}({\vec {x}}))=-\operatorname {rot} (\operatorname {grad} (\Phi ({\vec {x}})))\equiv 0}
und
{\displaystyle \operatorname {div} ({\vec {r}}({\vec {x}}))=\operatorname {div} (\operatorname {rot} ({\vec {A}}({\vec {x}})))\equiv 0}.
Es ist also möglich das Vektorfeld {\displaystyle {\vec {f}}({\vec {x}})} durch Superposition (Addition) zweier unterschiedlicher Potentiale {\displaystyle \Phi ({\vec {x}})} und {\displaystyle {\vec {A}}({\vec {x}})} auszudrücken.
{\displaystyle {\vec {f}}({\vec {x}})={\vec {g}}({\vec {x}})+{\vec {r}}({\vec {x}})=-\operatorname {grad} (\Phi ({\vec {x}}))+\operatorname {rot} ({\vec {A}}({\vec {x}}))}
Die beiden einander ergänzenden Potentiale lassen sich durch die folgenden Integrale aus dem Feld {\displaystyle {\vec {f}}({\vec {x}})} gewinnen. 
Es handelt sich hierbei um die Faltung der Divergenz bzw. Rotation des Vektorfelds, wobei als Integralkern die Fundamentallösung der Laplace-Gleichung genutzt wird.
{\displaystyle \Phi ({\vec {x}})={\frac {1}{4\pi }}\int _{V}{\frac {\operatorname {div} ({\vec {f}}({\vec {x}}'))}{|{\vec {x}}-{\vec {x}}'|}}\mathrm {d} ^{3}x'}
{\displaystyle {\vec {A}}({\vec {x}})={\frac {1}{4\pi }}\int _{V}{\frac {\operatorname {rot} ({\vec {f}}({\vec {x}}'))}{|{\vec {x}}-{\vec {x}}'|}}\mathrm {d} ^{3}x'}
Hierbei ist {\displaystyle V} das die Felder enthaltende Volumen.
Bei Feldern, für die {\displaystyle V} unbeschränkt ist, beispielsweise der gesamte drei-dimensionale Raum, so ist die mathematische Voraussetzung für die Verwendung der Faltungsintegrale, dass {\displaystyle \operatorname {div} ({\vec {f}}({\vec {x}}))} und {\displaystyle \operatorname {rot} ({\vec {f}}({\vec {x}}))} für {\displaystyle r\to \infty } schneller als {\displaystyle {\tfrac {1}{|{\vec {x}}|}}} gegen {\displaystyle 0} geht, also {\displaystyle \lim \nolimits _{|{\vec {x}}|\to \infty }{\vec {f}}({\vec {x}})|{\vec {x}}|=0}.
Ansonsten divergieren die obigen Integrale, lassen sich also nicht mehr berechnen. Daher wird die Helmholtz-Zerlegung in Lehrbüchern häufig überhaupt nur für Testfunktionen definiert, die diese Eigenschaft erfüllen. Otto Blumenthal zeigte allerdings bereits 1905, dass mit einem veränderten Integrationskern eine Integration für alle Felder möglich ist, die schneller als eine Potenzfunktion {\displaystyle |{\vec {x}}|^{-d}} mit {\displaystyle d>0} abfallen.
Hierfür ersetzt man in den Integrationsgleichungen den Kern {\displaystyle K(x,x')} durch {\displaystyle K'({\vec {x}},{\vec {x}}')=K({\vec {x}},{\vec {x}}')-K(0,{\vec {x}}')}. Mit noch komplexeren Integrationskernen kann sogar für divergierende, allerdings nicht schneller als polynomial ansteigende, Funktionen eine numerische Lösung berechnet werden.

### Im n-dimensionalen Raum
Die Verallgemeinerung auf {\displaystyle n} Dimensionen kann nicht mit einem Vektorpotential erfolgen, da der Rotationsoperator und das Kreuzprodukt nur in drei Dimensionen definiert sind.
Das Skalarpotential ist hingegen identisch definiert wie in drei Dimensionen als
{\displaystyle G({\vec {x}})=\int _{\mathbb {R} ^{n}}\operatorname {div} ({\vec {f}}({\vec {x}}'))K({\vec {x}},{\vec {x}}')dx'=\int _{\mathbb {R} ^{n}}\sum _{i}{\frac {\partial f_{i}}{\partial x_{i}}}({\vec {x}}')K({\vec {x}},{\vec {x}}')dx',}
wobei als Integrationskern {\displaystyle K({\vec {x}},{\vec {x}}')} wieder die Fundamentallösung der Laplace-Gleichung im n-dimensionalen Raum eingesetzt wird:
{\displaystyle K({\vec {x}},{\vec {x}}')={\begin{cases}{\frac {1}{2\pi }}\log {|{\vec {x}}-{\vec {x}}'|}&n=2,\\{\frac {1}{n(2-n)V_{n}}}|{\vec {x}}-{\vec {x}}'|^{2-n}&{\text{sonst}},\end{cases}}}
mit {\displaystyle V_{n}=\pi ^{\frac {n}{2}}/\Gamma {\big (}{\tfrac {n}{2}}+1{\big )}} dem Volumen des n-dimensionalen Einheitsballs und {\displaystyle \Gamma ({\vec {x}})} der Gamma-Funktion.
Für {\displaystyle n=3} entspricht {\displaystyle V_{n}} gerade {\displaystyle {\frac {4\pi }{3}}}, wodurch sich derselbe Vorfaktor wie oben ergibt.
Das Rotationspotential ist eine antisymmetrische Matrix mit den Elementen:
{\displaystyle R_{ij}({\vec {x}})=\int _{\mathbb {R} ^{n}}\left({\frac {\partial f_{i}}{\partial x_{j}}}({\vec {x}}')-{\frac {\partial f_{j}}{\partial x_{i}}}({\vec {x}}')\right)K({\vec {x}},{\vec {x}}')dx'.}
Oberhalb der Diagonale stehen {\displaystyle \textstyle {\binom {n}{2}}} Einträge, die an der Diagonale gespiegelt erneut auftreten, allerdings mit negativem Vorzeichen.
Im drei-dimensionalen Fall entsprechen die Matrixelemente gerade die Komponenten des Vektorpotentials {\displaystyle A=[A_{1},A_{2},A_{3}]=[R_{23},R_{31},R_{12}]}.
Ein solches Matrix-Potential lässt sich allerdings nur im dreidimensionalen Fall als Vektor schreiben, weil {\displaystyle \textstyle {\binom {n}{2}}=n} nur für {\displaystyle n=3} gilt.
Wie im drei-dimensionalen Fall ist das Gradientenfeld als Gradient des Skalarpotentials {\displaystyle G} definiert.
Das Rotationsfeld ist hingegen im allgemeinen Fall definiert als:
{\displaystyle {\vec {r}}({\vec {x}})=\left[\sum \nolimits _{k}\partial _{x_{k}}R_{ik}({\vec {x}});{1\leq i\leq n}\right],}
also als Zeilen-Divergenz der Matrix.
Im drei-dimensionalen Raum ist dies äquivalent zur Rotation des Vektorpotentials.
Genauso wie in drei Dimensionen muss die Divergenz des Vektorfelds sowie der Term {\displaystyle {\tfrac {\partial f_{i}}{\partial x_{j}}}-{\tfrac {\partial f_{j}}{\partial x_{i}}}} für {\displaystyle |{\vec {x}}|\to \infty } schneller als {\displaystyle {\tfrac {1}{|{\vec {x}}|^{2}}}} gegen {\displaystyle 0} gehen, oder bei durch Ersetzen des Integrationskerns {\displaystyle K({\vec {x}},{\vec {x}}')} durch {\displaystyle K'({\vec {x}},{\vec {x}}')=K({\vec {x}},{\vec {x}}')-K(0,{\vec {x}}')} schneller als {\displaystyle |{\vec {x}}|^{-d}} mit d > 0 abfallen.
Für alle analytischen Vektorfelder, die auch nicht im Unendlichen gegen Null gehen müssen, lassen sich mit Methoden basierend auf der partiellen Integration und der Cauchy-Formel für mehrfache Integration die Rotations- und Skalarpotentiale analytisch berechnen. Für multivariate Polynome, Sinus-, Cosinus- und Exponentialfunktionen gibt es explizite Lösungen.

### Helmholtz-Hodge-Zerlegung auf riemannschen Mannigfaltigkeiten
Im Rahmen der Hodge-Theorie und der De-Rham-Kohomologie verallgemeinert die Helmholtz-Hodge-Zerlegung das Helmholtz-Theorem von Vektorfeldern zu Differentialformen auf riemannschen Mannigfaltigkeiten.

## Eindeutigkeit und Eichung
Grundsätzlich ist die Helmholtz-Zerlegung nicht eindeutig bestimmt.
Addiert man zum Skalarpotential {\displaystyle G({\vec {x}})} eine harmonische Funktion {\displaystyle H({\vec {x}})}, die also {\displaystyle \Delta H({\vec {x}})=0} erfüllt, so ist
{\displaystyle {\begin{aligned}{\vec {g}}'({\vec {x}})&=\operatorname {grad} (G({\vec {x}})+H({\vec {x}}))={\vec {g}}({\vec {x}})+\operatorname {grad} H({\vec {x}}),\\{\vec {r}}'({\vec {x}})&={\vec {r}}({\vec {x}})-\operatorname {grad} H({\vec {x}})\end{aligned}}}
ebenfalls eine Helmholtz-Zerlegung von {\displaystyle {\vec {f}}({\vec {x}})}.
Für Vektorfelder {\displaystyle {\vec {f}}}, die im unendlichen gegen null abfallen, ist eine plausible Wahl, dass Skalar- und Rotations- bzw. Vektorpotential dies auch tun.
Da {\displaystyle H({\vec {x}})=0} die einzige harmonische Funktion mit dieser Eigenschaft ist, was sich aus einer Abwandlung des Satzes von Liouville folgern lässt, ist so die Eindeutigkeit des Gradienten- und Rotationsfelds sichergestellt.
Während das ursprüngliche Vektorfeld an jedem Punkt von {\displaystyle \Omega } durch {\displaystyle n} Komponenten zu beschreiben ist, sind im drei-dimensionalen Fall für das skalare und das Vektorpotential zusammen {\displaystyle n+1} Komponenten nötig. Dadurch entsteht eine Redundanz, weil die Wahl der Potentiale nicht eindeutig ist, die physikalische Beschreibung invariant gegenüber der Wahl einer Eichung. Die Eichtheorie befasst sich damit, wie verschiedene Potentiale mittels Eichtransformationen berechnet werden können, bekannte Beispiele aus der Physik sind die Coulomb-Eichung und die Lorenz-Eichung. Die Redundanz lässt sich auch beseitigen, indem der quellfreie Anteil des Vektorfeldes der toroidal-poloidalen Zerlegung unterworfen wird, wodurch letztlich insgesamt drei Skalarpotentiale zur Beschreibung ausreichen.

## Anwendungen

### Elektrodynamik
Das Helmholtz-Theorem ist besonders in der Elektrodynamik von Interesse, da sich mit seiner Hilfe die Maxwell-Gleichungen im Potentialbild schreiben und einfacher lösen lassen. Mit der Helmholtz-Zerlegung lässt sich beweisen, dass sich bei gegebener elektrischer Stromdichte und Ladungsdichte das elektrische Feld und die magnetische Flussdichte bestimmen lassen. Sie sind eindeutig, wenn die Dichten im unendlichen verschwinden und man dasselbe für die Potentiale annimmt.

### Fluiddynamik
In der Fluiddynamik, speziell der Lösbarkeitstheorie der Navier-Stokes-Gleichungen, spielt die Helmholtz-Projektion eine wichtige Rolle. Wird die Helmholtz-Projektion auf die linearisierte inkompressiblen Navier-Stokes-Gleichungen angewandt, erhält man die Stokes-Gleichung. Diese ist nur noch von der Geschwindigkeit der Teilchen in der Strömung abhängig, jedoch nicht mehr vom statischen Druck, wodurch die Gleichung auf eine Unbekannte reduziert werden konnte. Beide Gleichungen, die Stokes- und die linearisierte Gleichung, sind jedoch äquivalent. Der Operator {\displaystyle P\Delta } wird Stokes-Operator genannt.

### Theorie dynamischer Systeme
In der Theorie dynamischer Systeme können mittels der Helmholtz-Zerlegung „Quasipotentiale“ bestimmt werden sowie in manchen Fällen Lyapunov-Funktionen berechnet werden.
Für einige dynamische Systeme wie das auf Edward N. Lorenz (1963) zurückgehende Lorenz-System, ein vereinfachtes Modell für atmosphärische Konvektion, lässt sich die Helmholtz-Zerlegung analytisch berechnen:
{\displaystyle {\dot {\vec {x}}}={\vec {f}}({\vec {x}})={\big [}a(x_{2}-x_{1}),x_{1}(b-x_{3})-x_{2},x_{1}x_{2}-cx_{3}{\big ]}.}
Die Helmholtz-Zerlegung von {\displaystyle {\vec {f}}({\vec {x}})} ist, mit dem Skalarpotential {\displaystyle \Phi ({\vec {x}})=-{\tfrac {a}{2}}x_{1}^{2}-{\tfrac {1}{2}}x_{2}^{2}-{\tfrac {c}{2}}x_{3}^{2}} gegeben als:
{\displaystyle {\begin{aligned}{\vec {g}}({\vec {x}})&={\big [}-ax_{1},-x_{2},-cx_{3}{\big ]},\\{\vec {r}}({\vec {x}})&={\big [}+ax_{2},bx_{1}-x_{1}x_{3},x_{1}x_{2}{\big ]}.\end{aligned}}}
Das quadratische Skalarpotential sorgt für eine Bewegung in Richtung des Koordinatenursprungs, was für den stabilen Fixpunkt für einige Parameterbereiche verantwortlich ist. Für andere Parameter sorgt das Rotationsfeld dafür, dass ein seltsamer Attraktor entsteht, wodurch das Modell einen Schmetterlingseffekt zeigt.

### Computeranimation und Robotik
Die Helmholtz-Zerlegung wird auch im Bereich der Computertechnik verwendet. Dazu gehört die Robotik, die Bildrekonstruktion aber auch die Computeranimation, wo die Zerlegung für eine realistische Visualisierung von Fluiden oder Vektorfeldern eingesetzt wird.